# Russel Mwafulirwa
Russel Mwafulirwa est un footballeur malawite, né le 24 février 1983 à Zomba (Malawi). Il joue actuellement au IFK Norrköping, en Suède.Il est considéré comme un des cadres de son équipe.

## Biographie
En tant qu'attaquant, Russel Mwafulirwa est international malawite. Il participa aux éliminatoires de la Coupe du monde 2006 et 2010 (2 buts contre la RD Congo (2-1)).
Il joua dans différents clubs : Silver Strikers au Malawi, Jomo Cosmos Football Club, Ajax Cape Town Football Club en Afrique du Sud  et IFK Norrköping en Suède. Il remporta qu'une coupe d'Afrique du Sud en 2007. Il joue actuellement au IFK Norrköping, promu lors de la saison 2010-2011 en D1 suédoise depuis 2008. Russel Mwafurliwa possède un très bon jeu de tête et est habile face au but.

## Palmarès
- Championnat d'Afrique du Sud de football
  - Vice-champion en 2008
- Coupe d'Afrique du Sud de football
  - Vainqueur en 2007